# ساش (صربستان)
ساش (به صربی: Saš) یک منطقهٔ مسکونی در صربستان است که در توتین، صربستان واقع شده‌است. ساش ۴۲ نفر جمعیت دارد.